# Sázava (fiume)
Il fiume Sázava (in tedesco Sasau o Sazawa) è un affluente alla destra orografica della Moldava. Esso drena una parte delle alture boemo-morave e la zona settentrionale della Středočeská pahorkatina. Lungo 218,2 km (di cui oltre 208 navigabili per sport acquatici), ha un bacino di 4350 km2.

## Corso
La Sázava ha le sue sorgenti sui monti Žďárské vrchy sullo storico confine tra Boemia e Moravia. 
Nel suo corso superiore scorre inizialmente in direzione ovest sul territorio moravo attraverso i boschi dei Saarer Berge. Presso Nová Huť la Sázava raggiunge il territorio boemo. Qui modifica il suo corso in direzione meridionale e attraversa il Teich Velké Dářko. Sotto Polnička il suo corso passa vicino all'ex monastero di Žďár, nuovamente in Moravia. A Žďár nad Sázavou il suo corso piega nuovamente verso ovest; tra Hamry nad Sázavou e  Sázava oltrepassa il vecchio confine fra Boemie e Moravia.
I corsi medio e inferiore della Sázava proseguono quindi in direzione nordovest attraverso la Boemia. Presso le rovine del Monastero di Ostrov, a Davle, la Sázava sfocia nella Moldava.

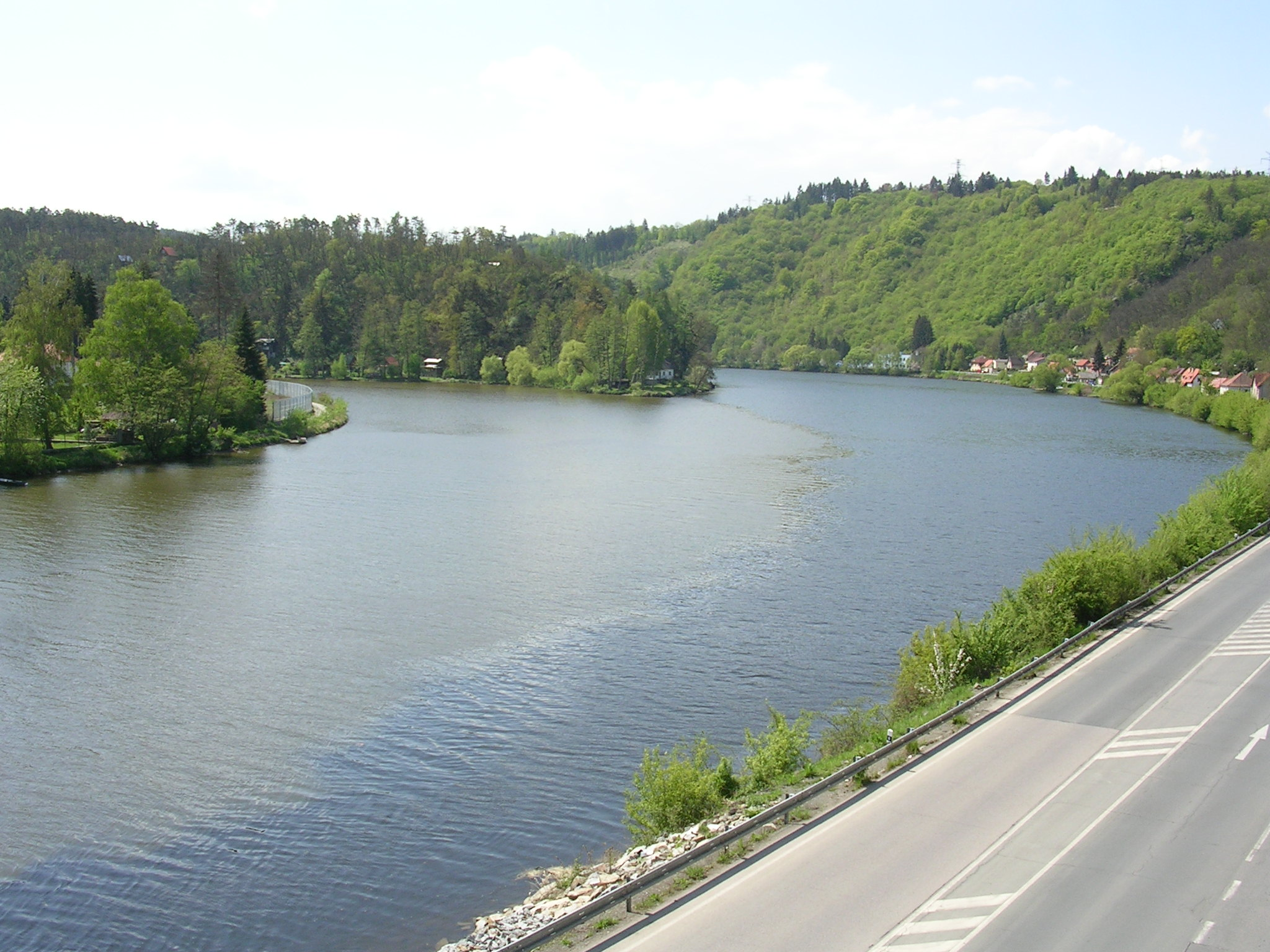
Sfocio della Sázava (a sinistra) nella Moldava

La Sázava è un fiume apprezzato dagli appassionati di sport acquatici, anche quando il suo livello d'acqua, in estate, è basso. Tra Žďár nad Sázavou e Přibyslav essa scorre in un letto a forte pendenza formando rapide in una stretta valle. Dietro Přibyslav la valle si apre e il fiume scorre in direzione Havlíčkův Brod attraverso meandri. Questo territorio si offre a sport acquatici fino a Světlá nad Sázavou, ove la valle si restringe e offre un passaggio ricco di curve con molte rapide. Il tratto torrentizio con il nome di Stvořidla è una riserva naturale: esso è uno dei più amati luoghi della Cechia per gli sport acquatici. Dopo alcuni chilometri il flusso accelera a valori medi di velocità con qualche sbarramento e modeste rapide.
Da Týnec nad Sázavou e Krhanice in poi la Sázava scorre nuovamente in una valle profonda con scoscese pendenze, nelle quali si formano nuovamente, nel suo letto sassoso, le rapide. Dopo il fiume scorre attraverso zone per amanti della natura. Dopo Pikovice il suo corso accelera ancora e sfocia nell'invaso della diga di Vranská.

## Affluenti maggiori

### Alla sinistra orografica
- Šlapanka, km 164,4
- Želivka, km 98,9
- Blanice (Vlašimská), km 78,6
- Konopišťský potok, km 31,3
- Janovický potok, km 19,2

### Alla destra orografica
- Sázavka, km 144,8
- Jevanský potok, km 48,7
- Mnichovka, km 37,6